# Johan Sigismund Møsting Tillisch
Johan Sigismund Møsting Tillisch (9. august 1810 i Sorø – 25. oktober 1887) var en dansk officer.
Han var søn af oberst, kammerherre Georg Frederik Tillisch (1759-1845) og blev officer i artilleriet. Han nævnes i Haandbog for Hæren (1880) som chef for Københavns Væbning, Kommandør af 1. grad af Dannebrogordenen, Dannebrogsmand og Kommandør af Sværdordenen. Han sluttede sin karriere som generalmajor.
Han ægtede 5. december 1842 i Garnisons Kirke Anna Maria Cathrine Lund.